# Know Me Too Well
«Know Me Too Well» es una canción del grupo británico New Hope Club y la cantante mexicana Danna Paola. Fue lanzada el 4 de octubre de 2019 a través de Virgin EMI Records como tercer sencillo del álbum de estudio debut homónimo, New Hope Club (2019).

## Antecedentes
New Hope Club y Danna Paola se conocieron después de que Universal Music Group le propusiera a Paola colaborar con el grupo; en una entrevista con 1883 Magazine ella dijo: «En realidad recibí una propuesta de colaboración de Universal Music. Simplemente busqué en Google a los chicos y comencé a acecharlos en línea. Pensé que eran realmente divertidos. Les dije: "Por supuesto que son tan geniales, tienen mucho talento. ¡Vamos a hacerlo!". Escuché la canción e inmediatamente me enamoré de ella.» Luego de esto, Paola grabó un demo de la canción y se envió a la agrupación quienes quedaron asombrados con su voz. Fue así que el grupo viajó a Valencia, España donde los cuatro se conocieron personalmente y grabaron el video musical para la canción. El 1 de octubre de 2019, el grupo anunció la canción oficialmente a través de redes sociales con una fotografía de ellos tres junto a Paola, agregando en la descripción de la publicación el nombre y fecha de lanzamiento del sencillo. Después de su lanzamiento el mismo 4 de octubre, la agrupación invitó a Paola a interpretar la canción en vivo en un concierto realizado en Londres como parte de su gira Love Again Tour y en celebración por el cuarto aniversario de la banda. El 23 de octubre, lanzaron el video musical de la canción en YouTube.

## Composición y producción
«Know Me Too Well» fue compuesta por los tres integrantes del grupo junto a Danna Paola, Bruno Valverde, Hajar Sbihi, Kane John Parfitt y Sam Merrifield, y fue producida por KIN y Young Skeptics. La canción tiene una duración de tres minutos y veinte segundos, es de género pop rock, cuenta con elementos de guitarra española y es Interpretada en inglés y español. 1883 Magazine elogió la voz de Paola en la canción describiéndola como «vaporosa y sensual».

## Video musical
El video musical de «Know Me Too Well» se filmó durante tres días en Valencia, España y está producido por Corinne Films. El 10 de octubre de 2019, fue lanzado en YouTube. En el video aparece la boyband en compañía de Paola mientras se pasean por distintos lugares como el barrio de Carbañal o el centro sociocultural Convent Carmen de Valencia. Actualmente el video cuenta con más de 4 millones de reproducciones en la plataforma. El 13 de octubre, se lanzó un detrás de escenas del video. El video musical fue incluido con subtítulos en una versión japonesa de su álbum de estudio debut.

## Presentaciones en vivo
Antes de lanzar oficialmente «Know Me Too Well», el grupo interpretaba una versión en solitario de la canción en su gira Love Again Tour.  El 4 de octubre de 2019, el grupo lanzó la canción en colaboración con Danna Paola y la invitaron a cantarla en vivo en un concierto de la gira en Londres.

## Créditos y personal
Lista adaptada de Tidal:
- Blake Richardson - voz, compositor, letrista, artista asociado
- Bruno Valverde - compositor, letrista, artista asociado, artista asociado, productor vocal
- Danna Paola - voz, compositora, letrista, artista asociada
- George Smith - voz, compositor, letrista, guitarra acústica, artista asociado
- Hajar Sbihi - compositor, letrista, productor vocal
- Kane John Parfitt - compositor, letrista
- Reece Bibby - voz, compositor, letrista, artista asociado
- Sam Merrifield - compositor, letrista
- Chris Wallace - artista asociado, vocalista de fondo, guitarra, teclado, programador
- Matt Rad - artista asociado, vocalista de fondo, guitarra, teclado, programador
- Dick Beetham - ingeniero de masterización, personal de estudio
- KIN - productor
- Young Skeptics - productor, mezclador, personal de estudio
- Daniel Alanís - ingeniero de grabación, personal de estudio

## Historial de lanzamiento
| Región | Fecha                | Formato                    | Discográfica                              | Ref.  |
| ------ | -------------------- | -------------------------- | ----------------------------------------- | ----- |
| Varios | 4 de octubre de 2019 | Descarga digital streaming | Virgin EMI Records, Universal Music Group | [ 8 ] |